# Мустакимов, Георгий Степанович
Георгий Степанович Мустакимов (26 апреля 1950) — украинский живописец, график.

## Биография
1974—1978 Учился в Луганском Государственном художественном училище.
1978—1983 Учеба в Харьковском художественно-промышленном институте, факультет «Интерьер и оборудование», по специальности — художник декоративного искусства. Учился у профессора Шапошникова М. А.
1983 — Дипломант международного конкурса политического плаката г. Москва.
1983 — Направлен в Луганское Государственное художественное училище в качестве преподавателя спецдисциплин
1984 — Работа в художественно-производственном комбинате, по совместительству в художественном училище
Преподаватель Луганского колледжа культуры искусств.
1993 — Принят в Национальный Союз художников Украины
1995 г. — Участник выставки Луганских художников в Национальном музее истории г. Киев.
1996 г. — Персональная выставка в выставочном зале Луганского областного художественного музея.
1997 г. — Персональная выставка «Мустакимов и ученики» в выставочном зале Луганского областного художественного музея
С 2000 г. — преподаватель Луганского колледжа культуры и искусств.

## Творчество
Участник 12 республиканских выставок — Киев, Полтава, Сумы. Постоянный участник областных выставок.
Работы Георгия Мустакимова находятся в Украинском национальном музее, г. Киев и в музее г. Луганск. Часть работ находятся в частных коллекциях Дании, Германии, России, Израиля, Голландии, Австрии, Италии и др. стран мира.